# 653 Berenike
653 Berenike је астероид главног астероидног појаса са пречником од приближно 39,22 .
Афел астероида је на удаљености од 3,144 астрономских јединица (АЈ) од Сунца, а перихел на 2,880 АЈ.
Ексцентрицитет орбите износи 0,043, инклинација (нагиб) орбите у односу на раван еклиптике 11,287 степени, а орбитални период износи 1909,588 дана (5,228 година).
Апсолутна магнитуда астероида је 9,18 а геометријски албедо 0,244.
Астероид је откривен 27. новембра 1907. године.